# احمد وثوق
احمد وثوق (۱۲۷۸ آشتیان – ۱۳۵۴ تهران)، از تیمسارهای ارتش، وزیر جنگ و رئیس ستاد مشترک ارتش بود.

## تولد و تحصیلات
فرزند مرتضی آشتیانی معروف به وثوق لشکر بود. تحصیلات خود را تا مقطع دیپلم در ایران انجام داد و سپس دوره افسری را در مدرسه نظامی سن-سیر به پایان برد. بعدها دوره دانشگاه عالی جنگ را نیز در ایران گذارند.

## خدمات نظامی
وثوق پس از برگشت به ایران در ارتش خدمت خود را با درجه ستوان دومی آغاز کرد و در سال ۱۳۲۱ به درجه سرهنگی، ۱۳۲۶ درجه سرتیپی و ۱۳۳۰ درجه سرلشکری دریافت کرد. از مشاغل نظامی او می‌توان به فرماندهی لشکر شرق (خراسان)، ریاست رکن سوم ستاد ارتش، معاونت دانشگاه جنگ و معاونت وزارت جنگ اشاره کرد.
سرلشکر وثوق در دوره نخست‌وزیری محمد مصدق و دولت سه روزه احمد قوام ابتدا به معاونت وزارت جنگ و سپس به فرماندهی ژاندارمری کل کشور رسید. برخی او را مسئول کشتار ۳۰ تیر ۱۳۳۱ می‌دانند. در کابینه دوم مصدق به معاونت وزارت دفاع ملی و سپس ریاست دانشگاه جنگ منصوب شد.
پس از کودتای ۲۸ مرداد ۱۳۳۲ احمد وثوق در کابینه فضل‌الله زاهدی هم سمت معاونت وزارت جنگ را برعهده داشت و سرانجام در کابینه‌های حسین علاء و منوچهر اقبال عهده‌دار وزارت جنگ شد.
در زمان محاکمه ارتشبد عبدالله هدایت وثوق نیز به دادگاه احضار و مدتی زندانی شد. سرانجام در سال ۱۳۵۴ در تهران فوت کرد و در ظهیرالدوله به خاک سپرده شد. از او کتاب خاطراتی به نام خاطراتی از پنجاه سال تاریخ معاصر منتشر شده‌است.